# Ristisaari (ö i Norra Karelen, Mellersta Karelen)
Ristisaari är en ö i Finland. Den ligger i sjön Orivesi och i kommunen Kides i den ekonomiska regionen  Mellersta Karelens ekonomiska region  och landskapet Norra Karelen, i den sydöstra delen av landet, 300 km nordost om huvudstaden Helsingfors. Öns area är 1,4 hektar och dess största längd är 370 meter i öst-västlig riktning.